# So Cosmo
So Cosmo é um reality de televisão americana que estreou em 8 de fevereiro de 2017 no canal E!. O programa segue a vida pessoal e profissional de vários jovens que trabalham para a Cosmopolitan, uma revista americana para mulheres.

## Produção
A série foi anunciada em 13 de dezembro de 2016.
A lista do elenco foi anunciada em 3 de fevereiro de 2017.
O reality estreou em 8 de fevereiro de 2017.
Em 19 de agosto de 2017, um fã perguntou ao membro do elenco Evan Betts no Instagram se o programa voltaria, ele respondeu "infelizmente não, mas tudo bem".

## Elenco
Joanna Coles - Chefe De Conteúdo Oficial
Leah Wyar - Diretora executivo de beleza
Steven Brown - Diretor de reservas
Tiffany Reid - Editora de moda sênior
Diandra Barnwell - Coordenadora de Marca
Evan Betts - Colaborador fitness
James DeMolet - Editor de moda sênior
Adam Mansuroglu - Editor de moda
Michelle Promaulayko - Nova editora chefe
Mateus Hussey - Contribuinte de relacionamento

## Trilha sonora
A música tema é "ARMS CTRL" interpretada pela banda PANGS.